# Musée diocésain d'art sacré (Florence)
Le Musée diocésain d'art sacré (en italien Museo diocesano di Santo Stefano al Ponte), logé dans les locaux du presbytère et d'autres locaux contigus à l'église Santo Stefano al Ponte (it), est le musée diocésain de Florence. La collection se compose d'œuvres retirées des églises florentines dans la seconde moitié du XXe siècle pour des raisons de conservation et de sécurité.
Ouvert en 1983, le musée subit de graves dommages lors de l'attentat de la Via dei Georgofili le 27 mai 1993 : un plafond s'écroula, et quelques objets et meubles furent perdus à jamais. Rouvert en 1995, il est en réaménagement.

## Artistes dont les œuvres sont présentées
- Raniero Baldi, statue en bois de saint Thomas de Villanova (milieu du XVIIe siècle)
- Bicci di Lorenzo, Saint Donat, évêque, et les saintes Lucie et Marie-Madeleine (XVe siècle)
- Bicci di Lorenzo, L'Annonciation (XVe siècle)
- Benedetto Buglioni, Saint Jean-Baptiste, sculpture en terre cuite
- Cenni di Francesco, Crucifixion parmi des saints (fin du XIVe siècle ou début du XVe)
- Corso di Buono, Vierge en majesté (XIIIe siècle)
- Carlo Dolci, Ecce Homo (XVIIe siècle)
- Domenico di Michelino, estrade et La Vierge à l'Enfant (XVe siècle)
- Giotto, La Madone en majesté avec l'Enfant et des anges (1290-1295)
- Giovanni del Biondo, Le Couronnement de Marie, saint Thomas d'Aquin et la Vierge à l'Enfant (XIVe siècle)
- Francesco Granacci, Pietà
- Bernardo Holzmann, buste en argent de saint Cresci (fin du XVIIe siècle ou début du XVIIIe)
- Jacopo di Cione, Saint Pierre (XIVe siècle)
- Fra Filippo Lippi, triptyque représentant Le Christ résigné et les saints Jérôme et Albert de Vercelli
- Lorenzo di Niccolò Gerini, triptyque (1402)
- Maître de Montefloscoli,Saint Damase (XIVe siècle)
- Maître du crucifix de San Quirico, Crucifix sur panneau de bois (XIVe siècle)
- Maître de Tondo Borghese, La Vierge en majesté (1511)
- Maître du triptyque Horne, Saint Pierre martyr (XIVe siècle)
- Maître de la madone Strauss, L'Annonciation et le polyptyque de Gàliga (fin du XIVe ou début du  XVe siècle)
- Maître de Santa Verdiana, Saint Jean-Baptiste, saint Laurent et saint Martin (fin du XIVe siècle)
- Masolino da Panicale, Saint Julien du triptyque Carnesecchi (vers 1423-1425)
- Michele Tosini, di Ridolfo ou Ghirlandaio, Conversation sacrée (XVIe siècle)
- Andrea Orcagna (atelier), quatre statues en bois (XIVe siècle)
- Filippo Paladini, Martyre de Jean le Baptiste
- Paolo Uccello, prédelle de Quarate (it) (1433-1434)
- Parri Spinelli, La Croix (XVe siècle)
- Nino Pisano, La Vierge à l'Enfant, statue en marbre (XIVe siècle)
- Mariano d'Agnolo Romanelli, L'Annonciation, sculpture en bois polychrome (1380-1390)
- Santi di Tito, Rencontre du serviteur d'Abraham avec Rebecca au puits (1602)
- Pietro Tacca, buste en bronze du bienheureux Davanzato (vers 1630)
- Mobiliers et instruments liturgiques

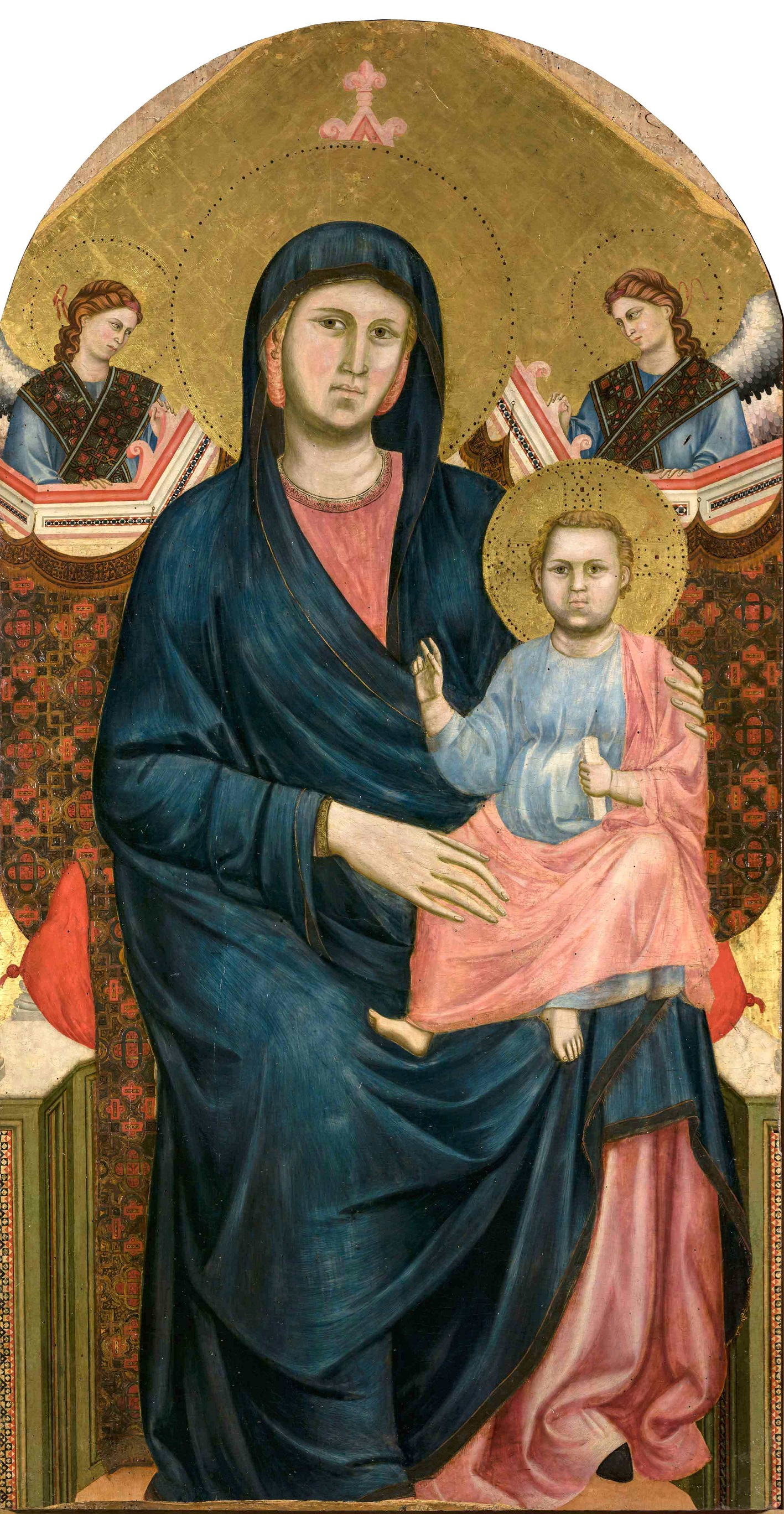
La Vierge à l'Enfant en majesté et deux anges de Giotto.
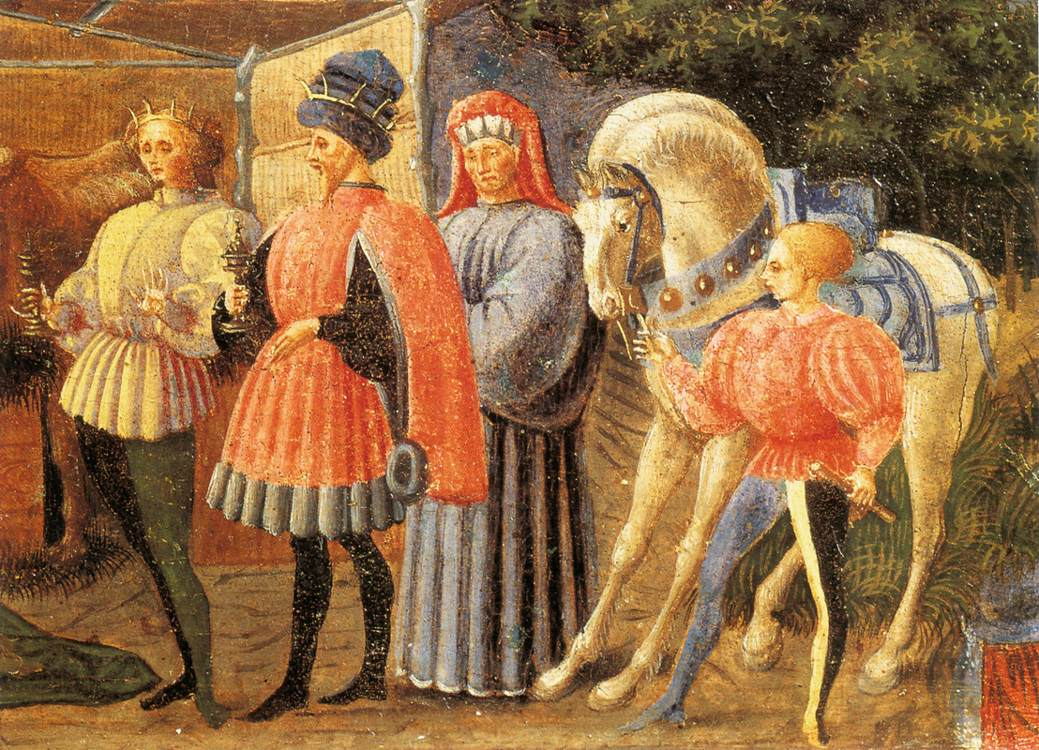
Adoration des mages de Paolo Uccello.
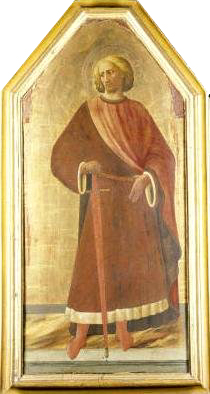
Saint Julien de Masolino da Panicale.
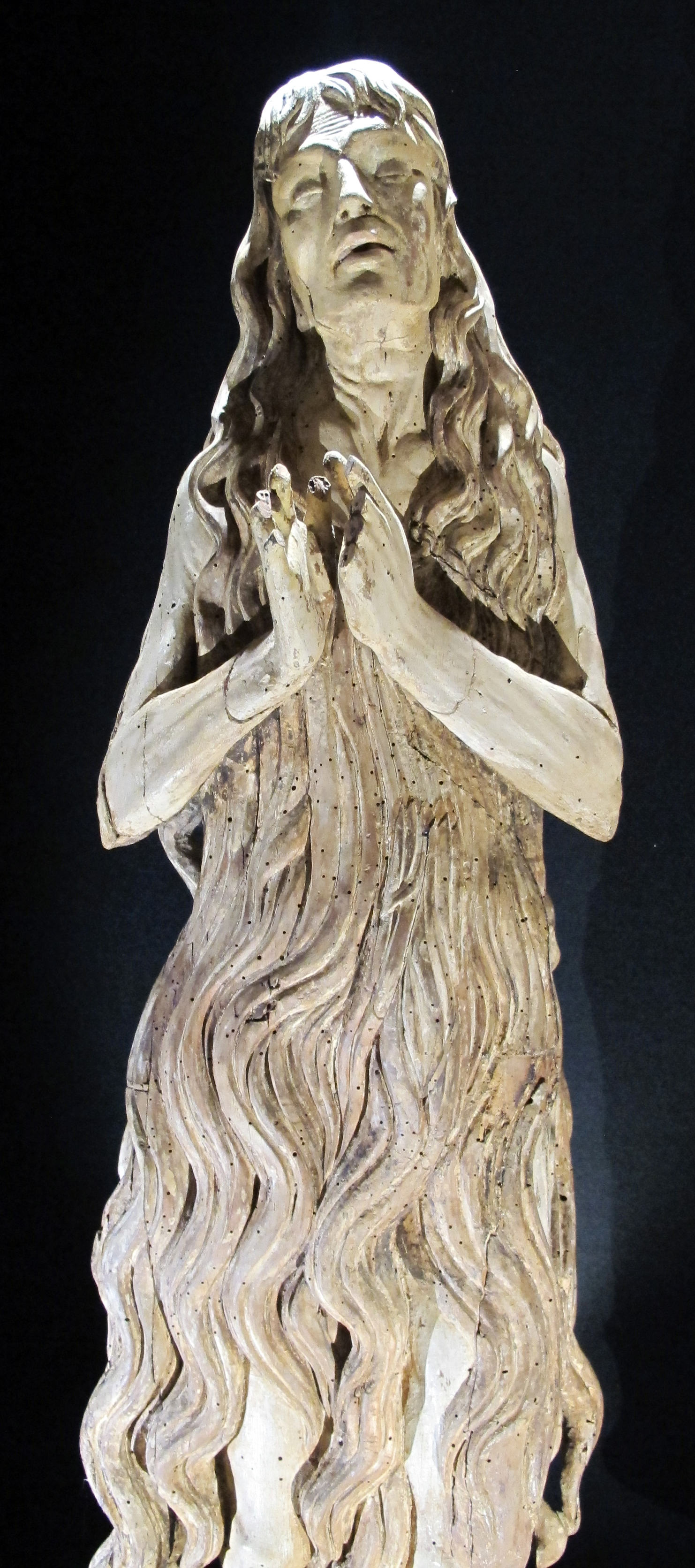
Marie-Madeleine de Francesco da Sangallo.